# Стеллеропсис
Стеллеропсис (лат. Stelleropsis; от Stellera — стеллера и др.-греч. ὄψις — внешний вид) — род растений семейства Волчниковые (Thymelaeaceae).
Род назван в честь немецкого учёного Георга Вильгельма Стеллера.
Иногда рассматривается в ранге подрода в составе рода Двучленник (Diarthron subg. Stelleropsis (Pobed.) Kit Tan, 1982).

## Ботаническое описание
Многолетние травы или полукустарнички. Стебли простые, при основании деревенеющие, неветвистые или слабо ветвистые. Листья очерёдные, почти сидячие, цельнокрайные.
Цветки собраны в колосовидные или почти головчатые соцветия. Околоцветник четырёхлопастный, воронковидный, трубчатый, окрашенный, членистый. Тычинок вдвое больше лопастей околоцветника, расположены в 2 ряда. Плод — односемянный орешек, заключенный в нижний членик околоцветника.

## Виды
Род (подрод) включает 9 видов:
- Stelleropsis altaica (Thiéb.-Bern. ex Pers.) Pobed. typus — Стеллеропсис алтайский [≡ Diarthron altaicum (Thiéb.-Bern. ex Pers.) Kit Tan]
- Stelleropsis antoninae Pobed. — Стеллеропсис Антонины [≡ Diarthron antoniniae (Pobed.) Kit Tan]
- Stelleropsis caucasica Pobed. — Стеллеропсис кавказский [≡ Diarthron caucasicum (Pobed.) Kit Tan]
- Stelleropsis iranica Pobed. — Стеллеропсис иранский [≡ Diarthron iranicum (Pobed.) Kit Tan]
- Stelleropsis issykkulensis Pobed. — Стеллеропсис иссыккульский [≡ Diarthron issykkulense (Pobed.) Kit Tan]
- Stelleropsis magakjanii (Sosn.) Pobed. — Стеллеропсис Магакяна [≡ Diarthron magakjanii (Sosn.) Kit Tan]
- Stelleropsis tarbagataica Pobed. — Стеллеропсис тарбагатайский [≡ Diarthron tarbagataicum (Pobed.) Kit Tan]
- Stelleropsis tianschanica Pobed. — Стеллеропсис тяньшанский [≡ Diarthron tianschanicum (Pobed.) Kit Tan]
- Stelleropsis turcomanica (Czerniak.) Pobed. — Стеллеропсис туркменский [≡ Diarthron turcomanica (Czerniak.) Kit Tan]